# Gravidez por estupro
Gravidez é um possível resultado do estupro. Tem sido estudada no contexto da guerra, particularmente como uma ferramenta para genocídio, bem como em outros contextos não relacionados, como o estupro cometido por um estranho, estupro estatutário, incesto e gravidez em menores de idade. O consenso científico é que o estupro é, pelo menos, tão provável de levar à gravidez quanto o intercurso sexual consensual, com alguns estudos sugerindo que o estupro pode, na verdade, resultar em taxas mais elevadas de gravidez do que o intercurso consensual.
O estupro pode causar dificuldades durante e após a gravidez, com consequências negativas potenciais tanto para a vítima quanto para a criança resultante. O tratamento médico após um estupro inclui a realização de exames para detectar, prevenir e tratar a gravidez. Uma mulher que engravida após um estupro pode enfrentar a decisão de realizar um aborto, criar a criança ou elaborar um plano de adoção. Em alguns países onde o aborto é ilegal em casos de estupro e incesto, mais de 90% das gestações em meninas de 15 anos ou menos são decorrentes de estupro praticado por membros da família.
A falsa crença de que a gravidez quase nunca resulta do estupro foi disseminada por séculos. Na Europa, desde a Idade Média até o século XVIII, um homem podia usar a gravidez de uma mulher como defesa legal para "provar" que não a havia estuprado. A gravidez da mulher era entendida como sinal de que ela havia desfrutado do ato sexual e, portanto, consentido com ele. Nas últimas décadas, algumas organizações e políticos antiaborto (como Todd Akin) que se opõem ao aborto legal em casos de estupro têm afirmado que a gravidez resulta muito raramente do estupro e que a relevância prática de tais exceções à lei do aborto é, portanto, limitada ou inexistente.

## Incidência de gravidez decorrente de estupro
As estimativas do número de gestações decorrentes do estupro variam amplamente. Estimativas recentes sugerem que a concepção decorrente de estupro ocorre entre 25.000 e 32.000 vezes a cada ano nos EUA. Em um estudo longitudinal de três anos realizado em 1996 com mais de 4.000 mulheres americanas, a médica Melisa Holmes estimou, com base nos dados do seu estudo, que o intercurso sexual forçado causa mais de 32.000 gestações nos Estados Unidos a cada ano. A médica Felicia H. Stewart e o economista James Trussell estimaram que os 333.000 ataques e estupros relatados nos EUA em 1998 causaram cerca de 25.000 gestações, e que até 22.000 dessas gestações poderiam ter sido prevenidas com tratamento médico imediato, como a contracepção de emergência. Outras análises indicam uma taxa muito menor. A Rape, Abuse and Incest National Network, uma organização de caridade sediada em Washington, D.C., chegou a um número bem menor, calculado com base nas estimativas da Pesquisa Nacional de Vitimização Criminal de 2005 do Departamento de Justiça. A rede utilizou a média anual de 64.080 estupros cometidos em 2004 e 2005 e aplicou uma taxa de gravidez de 5%, chegando à estimativa de 3.204 gestações por ano decorrentes de estupro.

### Taxa
Um estudo de 1996 envolvendo 44 casos de gravidez decorrente de estupro estimou que, nos Estados Unidos, a taxa de gravidez é de 5,0% por estupro entre vítimas em idade reprodutiva (de 12 a 45 anos). Um estudo de 1987 também encontrou uma taxa de gravidez de 5% decorrente de estupro entre estudantes universitárias de 18 a 24 anos nos EUA. Um estudo de 2005 situou a taxa de gravidez decorrente do estupro em torno de 3–5%.
Um estudo com adolescentes etíopes que relataram ter sido estupradas constatou que 17% delas posteriormente engravidaram, e centros de crise para vítimas de estupro no México relataram que a taxa de gravidez decorrente de estupro era de 15–18%. As estimativas das taxas de gravidez decorrentes de estupro podem ser imprecisas, pois o crime é subnotificado, fazendo com que algumas gestações decorrentes de estupro não sejam registradas como tal, ou, alternativamente, a pressão social pode fazer com que alguns estupros não sejam denunciados se não resultarem em gravidez.
A maioria dos estudos sugere que as taxas de concepção são independentes de a inseminação ser decorrente de estupro ou de sexo consensual.
Alguns analistas sugeriram que a taxa de concepção pode ser maior quando a inseminação é decorrente de estupro.
Em contraste, as psicólogas Tara Chavanne e Gordon Gallup Jr. constataram que mulheres na fase ovulatória de seu ciclo menstrual reduzem comportamentos de risco, o que, teoricamente, poderia diminuir a probabilidade de estupro durante os períodos férteis. O antropólogo Daniel Fessler contestou esses achados, afirmando: "a análise das taxas de concepção revela que a probabilidade de concepção após o estupro não difere daquela decorrente do coito consensual."

### Teorias sociobiológicas da gravidez decorrente de estupro
Sociobiólogos e psicólogos evolucionistas têm hipotetizado que causar gravidez por meio do estupro pode ser uma estratégia de acasalamento em humanos, permitindo que os homens assegurem a sobrevivência de seus genes por meio de gerações futuras. Randy Thornhill e Craig T. Palmer são os principais divulgadores dessa hipótese. Eles afirmam que a maioria das vítimas de estupro são mulheres em idade fértil e que muitas culturas tratam o estupro como um crime contra o marido da vítima. Afirmam, ainda, que as vítimas de estupro sofrem menos angústia emocional quando são submetidas a maior violência, e que mulheres casadas e em idade fértil experimentam maior sofrimento psicológico após o estupro do que meninas, mulheres solteiras ou mulheres pós-menopáusicas. As taxas de gravidez decorrentes do estupro são cruciais para a avaliação dessas teorias, pois uma taxa alta ou baixa determinaria se tais adaptações seriam favorecidas ou não pela seleção natural.

### Estupro estatutário, incesto e gravidez na adolescência
Em 1995–1996, a revista Family Planning Perspectives publicou um estudo do Guttmacher Institute, uma organização de pesquisa e formulação de políticas sobre saúde sexual, a respeito do estupro estatutário (intercurso sexual com um menor) e das gestações resultantes. Baseando-se em outras pesquisas, concluiu que "pelo menos metade de todos os bebês nascidos de mulheres menores de idade têm pais adultos" e que "embora proporções relativamente pequenas de jovens de 13–14 anos tenham tido relações sexuais, aqueles que se tornam sexualmente ativos precocemente têm maior probabilidade de ter experimentado sexo coercitivo: 74% das mulheres que tiveram relações antes dos 14 anos e 60% daquelas que tiveram relações antes dos 15 anos relatam ter sofrido uma experiência sexual forçada". Devido às dificuldades em levar tais casos a julgamento, "dados do período 1975–1978… indicam que, em média, apenas 413 homens foram presos anualmente por estupro estatutário na Califórnia, mesmo que 50.000 gestações tenham ocorrido entre mulheres menores de idade somente em 1976". Nesse estado, constatou-se que dois terços dos bebês nascidos de mães em idade escolar tiveram pais adultos.
O abuso sexual na infância pode levar jovens mulheres a sentirem falta de controle sobre suas vidas sexuais, diminuir a probabilidade futura de uso de contraceptivos como preservativos e aumentar as chances de engravidarem ou de adquirirem infecções sexualmente transmissíveis. Um artigo de 2007 da Child Trends examinou estudos de 2000 a 2006 para identificar vínculos entre abuso sexual e gravidez na adolescência, iniciando com a metastudy de Blinn-Pike et al. de 2002, que abrangeu 15 estudos desde 1989. Constatou-se que o abuso sexual na infância tem uma "associação significativa" com a gravidez na adolescência. Conexões diretas foram demonstradas tanto por estudos retrospectivos que examinam antecedentes de gestações relatadas quanto por estudos prospectivos, que acompanham a vida das vítimas de abuso sexual e "podem ser úteis para determinar a causalidade".:3 As formas mais graves de abuso, como estupro e incesto, implicam um risco maior de gravidez na adolescência.:4 Embora alguns pesquisadores sugiram que a gravidez poderia ser uma escolha para escapar de uma "situação ruim", ela pode também ser "resultado direto de um intercurso indesejado", o que, segundo um estudo, ocorreu em cerca de 13% dos participantes de um programa de pais do Texas.:4
No Nicarágua, entre 2000 e 2010, foram registrados cerca de 172.500 nascimentos de meninas com menos de 14 anos, representando aproximadamente 13% dos 10,3 milhões de nascimentos nesse período. Esses números foram atribuídos à pobreza, a leis que proíbem o aborto em casos de estupro e incesto, à falta de acesso à justiça e a crenças presentes na cultura e no sistema legal. Um estudo de 1992 no Peru constatou que 90% dos bebês nascidos de mães com idades entre 12 e 16 anos foram concebidos por meio de estupro, tipicamente praticado pelo pai, padrasto ou outro parente próximo. Em 1991, na Costa Rica, o índice foi semelhante, com 95% das mães adolescentes com menos de 15 anos tendo engravidado por estupro.
Muitas das mães mais jovens documentadas na história experimentaram puberdade precoce e foram engravidadas como resultado de estupro, inclusive no contexto de incesto. A mais jovem, a peruana Lina Medina, foi engravidada aos quatro anos e deu à luz um bebê vivo em 1939, aos cinco anos de idade.

## Estupro na guerra e no conflito

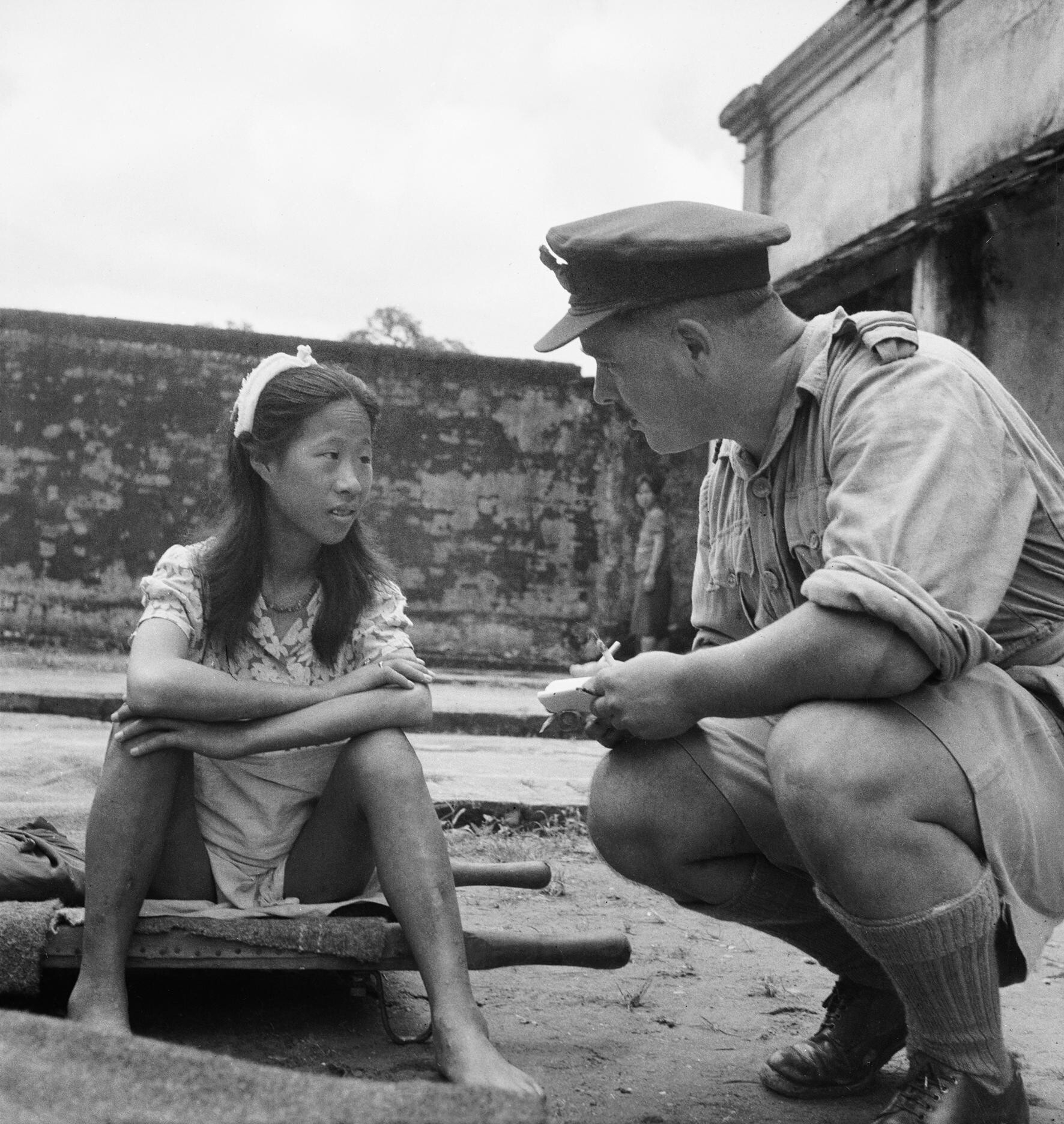
Prostituição forçada foi utilizada pelo Exército Japonês durante a Segunda Guerra Mundial. Rangoon, Birmânia. 8 de agosto de 1945. Uma jovem mulher étnica chinesa de um dos Exército Imperial Japonês's "batalhões de conforto" é entrevistada por um oficial aliado.

O estupro tem sido utilizado como arma de guerra psicológica por séculos, para aterrorizar, humilhar e minar o moral do inimigo. Também foi empregado como ato de limpeza étnica para produzir bebês que compartilhem a etnia dos perpetradores. A gravidez forçada foi registrada em locais como Bangladesh, Darfur e Bósnia. De forma mais ampla, a gravidez frequentemente resulta de estupros em tempos de guerra cometidos sem a intenção de engravidar o inimigo, como observado em conflitos em Timor-Leste, Libéria, Kosovo e Ruanda. Gita Sahgal, da Amnesty International, comentou que, em vez de se tratar primordialmente de "despojos de guerra" ou gratificação sexual, o estupro é frequentemente empregado em conflitos étnicos como forma de os agressores perpetuarem o controle social e redesenharem as fronteiras étnicas. Crianças podem nascer de mulheres e meninas forçadas a "casar" com sequestradores e ocupantes; isso ocorreu na ocupação indonésia de Timor-Leste e no conflito do Exército de Resistência do Senhor em Uganda.
O estupro em tempos de guerra é reconhecido pela Resolução 1820 do Conselho de Segurança das Nações Unidas como um crime de guerra e um crime contra a humanidade. "Gravidez forçada" está especificamente enumerada como crime de guerra e crime contra a humanidade no Estatuto de Roma, o qual foi o "primeiro tribunal penal internacional a criminalizar oficialmente a gravidez forçada".
Crianças nascidas como resultado de estupro em tempos de guerra podem ser identificadas com o inimigo e crescer com estigma e exclusão por suas comunidades; podem ter seus direitos básicos negados ou até serem mortas antes de alcançarem a idade adulta.
Crianças estão particularmente vulneráveis a esse tipo de abuso quando são visivelmente identificadas como portadoras de metade da etnia das forças ocupantes, como no caso das crianças meio árabes de mulheres darfuris estupradas por soldados janjaweed durante a guerra em Darfur. Crianças de estupro em tempos de guerra também correm risco devido ao abandono por parte de mães traumatizadas, incapazes de oferecer cuidados adequados.

### Estupro de Nanquim
Em 1937, o exército japonês tomou Nanquim, que na época era a capital da China. Na ocupação de sete semanas resultante, conhecida como o Estupro de Nanquim, até 80.000 mulheres foram estupradas. Mulheres e meninas chinesas de todas as idades foram estupradas, mutiladas, torturadas, escravizadas sexualmente e mortas; um número desconhecido delas ficou grávido. Muitas mulheres grávidas de Nanquim cometeram suicídio em 1938, e outras praticaram infanticídio quando seus bebês nasceram. Durante o restante do século XX, não houve registro de qualquer mulher chinesa reconhecer seu filho como tendo nascido em decorrência do Estupro de Nanquim.

### Guerra da Bósnia
Durante a Guerra da Bósnia (1992–1995), a gravidez decorrente do estupro foi empregada para perpetrar genocídio. Houve relatos de "campos de estupro" criados deliberadamente com o intuito de engravidar mulheres muçulmanas e croatas cativas. Relatou-se que as mulheres foram mantidas em confinamento até que suas gestações avançassem para além do estágio seguro para o aborto. No contexto de uma sociedade patrilinear, na qual as crianças herdam a etnia do pai, tais campos visavam criar uma nova geração de crianças sérvias. O grupo de mulheres Tresnjevka afirmou que mais de 35.000 mulheres e crianças foram mantidas em tais campos administrados por sérvios. As estimativas variam de 20.000 a 50.000 vítimas. Feryal Gharahi, da Equality Now, relatou:
Famílias foram separadas, e mulheres e crianças foram mantidas no ginásio, onde todas as mulheres e meninas com mais de dez anos foram estupradas nos primeiros dias... Existem campos de estupro por todo o país. Milhares de mulheres estão sendo estupradas e mortas. Milhares de mulheres estão grávidas em decorrência do estupro. Repetidamente, em todos os lugares que visitei na Bósnia-Herzegovina e em campos de refugiadas croatas, mulheres me contaram histórias de abominação – de serem mantidas em uma sala, estupradas repetidamente e informadas de que seriam retidas até darem à luz crianças sérvias.
Após a Guerra da Bósnia, o Tribunal Penal Internacional atualizou seu estatuto para proibir "confinar uma ou mais mulheres forçadas a engravidar, com a intenção de afetar a composição étnica de qualquer população".

## Tratamento e desfechos
Os protocolos imediatos pós-estupro exigem que os profissionais de saúde avaliem a probabilidade de a vítima engravidar, considerando os danos físicos causados à mulher. Inclui-se no protocolo a obtenção de um histórico de uso de pílulas anticoncepcionais ou outros métodos, pois o uso prévio desses contraceptivos afeta a chance de gravidez. Os protocolos de tratamento também recomendam que os clínicos ofereçam acesso à contracepção de emergência e orientação sobre aborto em países onde este é legal. Pílulas de estrogênio em doses elevadas foram testadas como tratamento experimental após o estupro na década de 1960, e em 1972 o médico canadense A. Albert Yuzpe e seus colegas iniciaram estudos sistemáticos sobre o uso de etinilestradiol e norgestrel para fornecer contracepção de emergência após a agressão. Esses tratamentos reduziram a taxa de gravidez pós-estupro em 84%. Esse método passou a ser denominado regime de Yuzpe. Antes de iniciar medidas de prevenção da gravidez, a vítima de estupro é submetida a um teste de gravidez por HCG.
Ao receber alta dos cuidados de emergência, os clínicos fornecem informações sobre a gravidez, bem como sobre outras complicações, como infecção e trauma emocional. Embora uma mulher que engravide nas últimas 48 horas apresente resultado negativo em um teste de gravidez HCG (a menos que já estivesse grávida antes do estupro), a gravidez decorrente do estupro pode ser detectada na consulta de acompanhamento de duas semanas.
As decisões quanto a interromper uma gravidez decorrente de estupro ou levá-la a termo, e se manter a criança ou encaminhá-la para adoção, podem ser extremamente traumatizantes para a mulher.
As taxas de aborto para gestações decorrentes do estupro variam significativamente conforme a cultura e os aspectos demográficos; mulheres que vivem em países onde o aborto é ilegal muitas vezes precisam dar à luz a criança ou submeter-se secretamente a um aborto perigoso e inseguro. Algumas mulheres não desejam realizar abortos por razões religiosas ou culturais. Em um terço dos casos, as gestações decorrentes do estupro não são descobertas até o segundo trimestre da gravidez, o que pode reduzir as opções da mulher, especialmente se ela não tiver fácil acesso a um aborto legal ou ainda estiver se recuperando do trauma do próprio estupro.
Nos Estados Unidos, 1% das 1.900 mulheres entrevistadas em 1987 citaram estupro ou incesto como motivo para o aborto; dentre essas, 95% mencionaram também outros motivos.
Um estudo de 1996 envolvendo milhares de mulheres norte-americanas demonstrou que, das gestações decorrentes de estupro, 50% foram abortadas, 12% resultaram em aborto espontâneo e 38% foram levadas a termo, sendo ou encaminhadas para adoção ou criadas pela família.
De todas as crianças nascidas, 1% são encaminhadas para adoção; o número de crianças concebidas por estupro que são adotadas foi encontrado em cerca de 6% em um estudo e 26% em outro.
Quando uma mãe comete neonaticídio, matando um bebê com menos de 24 horas de vida, o fato de o nascimento ter sido decorrente de estupro é uma causa principal, embora outros fatores psicológicos e situacionais também estejam presentes. Algumas pessoas recorrem a drogas ou álcool para lidar com o trauma emocional após um estupro; o uso dessas substâncias durante a gravidez pode prejudicar o feto.

## Crianças de estupro
Quando uma mãe opta por criar a criança concebida em decorrência de estupro, o trauma do estupro e o fato de a criança ter vínculo sanguíneo com o estuprador podem gerar desafios psicológicos, embora essa circunstância não garanta problemas psicológicos.
As mães também podem enfrentar dificuldades legais. Na maioria dos estados dos EUA, o estuprador mantém direitos parentais. Pesquisas da jurista Shauna Prewitt indicam que o contato contínuo com o estuprador é prejudicial para as mulheres que optam por criar a criança. Em 2012, ela afirmou que, nos EUA, 31 estados permitem que estupradores reivindiquem custódia e direito de visita sobre crianças concebidas por estupro.

## História

### Infanticídio
Crianças nascidas em decorrência do estupro foram mortas por suas mães em diversos momentos da história. Durante a antiguidade e a Idade Média, tal infanticídio não era proibido (embora se esperasse penitência dessas mães na Europa medieval).

### Crenças sobre se o estupro pode resultar em gravidez

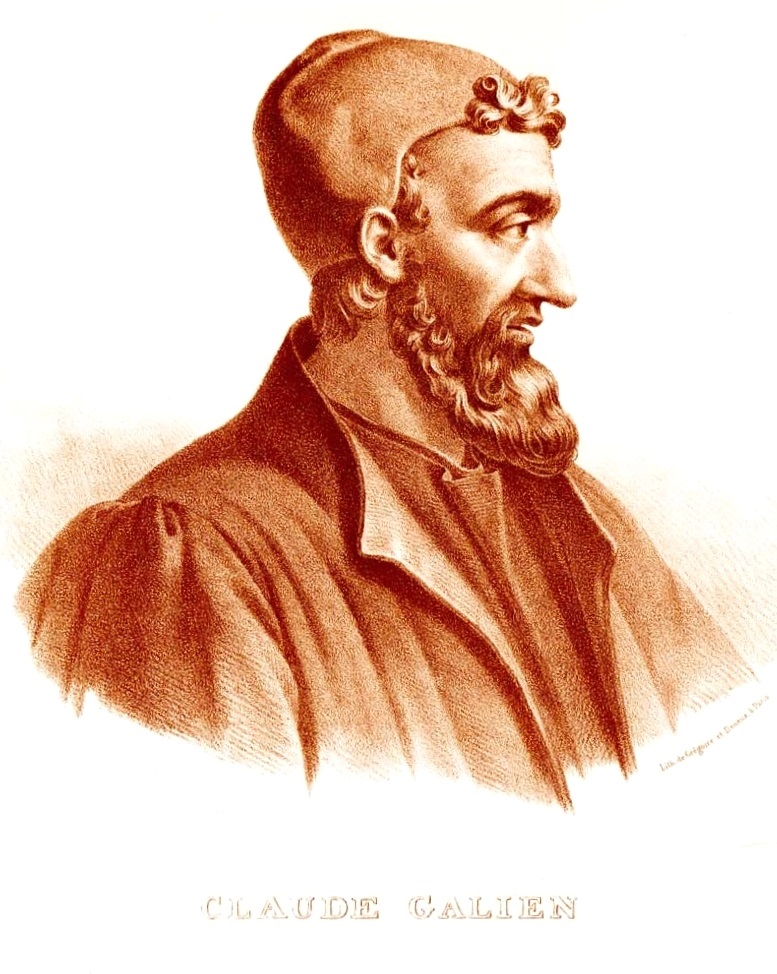
A crença do médico grego antigo Galen de que as mulheres não poderiam engravidar sem prazer influenciou o pensamento médico e legal por séculos.

As crenças de que o estupro não levaria à gravidez foram amplamente disseminadas tanto na opinião legal quanto na médica por séculos. Galen, um médico grego antigo, acreditava que a mulher precisava experimentar prazer para liberar "semente" e engravidar, não podendo obter esse prazer por meio de sexo não consensual. O pensamento de Galen influenciou a compreensão desde a Inglaterra medieval até a América Colonial. Aristóteles discordava, pois acreditava que "os corpos das mulheres não eram quentes o suficiente para produzir sêmen". A reprodução feminina era, de muitas maneiras, vista através da perspectiva dos processos reprodutivos masculinos, imaginando que os órgãos femininos funcionavam como versões invertidas dos órgãos masculinos e, por isso, o orgasmo era considerado necessário para a concepção.
Séculos depois, na Europa medieval, a crença de que a gravidez não ocorreria sem consentimento ainda era a norma; de fato, a concepção por parte da mulher era considerada uma defesa legítima contra acusações de estupro. Essa crença foi codificada nos textos legais britânicos medievais Fleta e Britton. Britton afirma:
Se o réu confessar o fato, mas afirmar que, ao mesmo tempo, a mulher concebeu por ele e puder provar isso, então determinaremos que não se trate de um crime, pois nenhuma mulher pode conceber se não consentir.
A estudiosa literária medieval Corinne Saunders reconheceu a dificuldade em determinar quão disseminada era a crença de que a gravidez implica consentimento, mas concluiu que ela influenciava "pelo menos alguns juízes", citando um caso de 1313 em Kent. Em oposição, em seu popular Dragmaticon do século XII, o filósofo escolástico inicial William of Conches notou a objeção de Geoffrey de Plantageneta—conde de Anjou na França e pai de Henrique II da Inglaterra—à ideia de Galen, afirmando que era certo que alguns estupros resultavam em nascimentos; William reconheceu que isso ocorria, mas alegou que era apenas prova de que algumas ou todas as mulheres experimentavam prazer carnal involuntário durante o ato, apesar da ausência de consentimento racional. Contudo, o mesmo argumento foi utilizado para explicar a suposta baixa frequência de nascimentos entre prostitutas medievais.
No final do século XVIII, os cientistas já não aceitavam universalmente a ideia de que a gravidez era impossível sem prazer, embora essa visão ainda fosse comum. Um texto jurídico britânico de 1795, Hawkins' Treatise of Pleas of the Crown, criticava tanto a utilidade legal quanto a veracidade biológica dessa crença:
Também foi alegado por alguns que não é estupro forçar uma mulher que concebe no ato; pois, se ela não tivesse consentido, não poderia ter engravidado, mas essa opinião parece bastante questionável, não apenas porque a violência anterior não é de forma alguma atenuada por tal consentimento subsequente, mas também porque, se fosse necessário demonstrar que a mulher não concebeu, o infrator não poderia ser julgado até que se constatasse se ela concebeu ou não, e, da mesma forma, porque a filosofia dessa noção pode ser bastante duvidosa.
O texto jurídico britânico de 1814 Elements of Medical Jurisprudence, de Samuel Farr, afirmava que a concepção "provavelmente" não ocorreria sem o "prazer" da mulher, de modo que um "estupro absoluto" era improvável de levar à gravidez. Por outro lado, nos EUA, em um caso de 1820 no Território do Arkansas, um homem se declarou inocente das acusações de estupro porque a vítima engravidou, mas o tribunal rejeitou o argumento:
A antiga noção de que, se a mulher engravidasse, não se trataria de estupro, porque ela teria, nesse caso, consentido, está completamente desmantelada. É bem sabido que a impregnação não depende da consciência ou vontade da mulher. Se os órgãos uterinos estiverem em condições favoráveis à impregnação, isto pode ocorrer tão facilmente quanto se o intercurso fosse voluntário.
Em tempos mais recentes, opositores do aborto legal argumentaram que a gravidez decorrente do estupro é rara. Em um artigo de 1972, o médico e ativista antiaborto Fred Mecklenburg defendeu que a gravidez decorrente do estupro é "extremamente rara", acrescentando que uma mulher exposta ao trauma do estupro "não ovulará mesmo que esteja 'programada' para isso". Blythe Bernhard escreveu no The Washington Post, "Esse artigo influenciou duas gerações de ativistas antiaborto com a esperança de construir um caso médico para banir todos os abortos sem exceção."

## Lei islâmica
O historiador Ian Talbot escreveu sobre como países com códigos islâmicos baseados no Alcorão a respeito de estupro e gravidez utilizam a Sura An-Nur, versículo 2, como base legal: "A lei de evidência em todos os crimes sexuais exigia ou a autoconfissão ou o testemunho de quatro muçulmanos íntegros (salah). No caso dos homens, a autoconfissão envolvia uma confissão verbal. Para as mulheres, entretanto, exames médicos e a gravidez decorrente do estupro eram admissíveis como prova de auto-culpabilidade."
Sob a lei islâmica, uma mulher pode matar seu estuprador.

## Vítimas masculinas
A gravidez decorrente do estupro também pode ocorrer quando a vítima é masculina e a estupradora é mulher. Muitos desses casos envolvem o estupro estatutário de meninos menores de idade por mulheres adultas que, posteriormente, engravidam. No Kansas, o caso Hermesmann v. Seyer estabeleceu que um menino de 13 anos vítima de estupro pode ser responsabilizado a pagar pensão alimentícia por um bebê resultante do estupro, e decisões posteriores nos Estados Unidos seguiram o mesmo entendimento.

## Leituras adicionais
- Beebe, DK (1991). «Gestão de Emergência da Vítima Adulta de Estupro». American Family Physician. 43 (6): 2041–6. PMID 2042547
- Campbell, R; Bybee, D (1997). «Serviços médicos de emergência para vítimas de estupro: Detectando as falhas na prestação de serviços». Women's Health. 3 (2): 75–101. PMID 9332152
- Krueger, Mary M. (1988). «Gravidez como Resultado do Estupro». Journal of Sex Education & Therapy. 14 (1): 23–7. doi:10.1080/01614576.1988.11074920
- Lathrop, Anthony (1998). «Gravidez Resultante do Estupro». Journal of Obstetric, Gynecologic, & Neonatal Nursing. 27 (1): 25–31. PMID 9475124. doi:10.1111/j.1552-6909.1998.tb02587.x
- McFarlane, J. (2007). «Gravidez Após Estupro do Parceiro: O que Sabemos e o que Precisamos Saber». Trauma, Violence, & Abuse. 8 (2): 127–34. PMID 17545570. doi:10.1177/1524838007301222
- Sutherland, Sandra; Scherl, Donald J. (2010). «Padrões de Resposta entre Vítimas de Estupro». American Journal of Orthopsychiatry. 40 (3): 503–11. PMID 5422298. doi:10.1111/j.1939-0025.1970.tb00708.x